# Закон обратного отношения между содержанием и объёмом понятия
Закон обратного отношения между объёмом и содержанием понятия — закон формальной логики о зависимости между изменениями объёма и содержания понятия. Если первое понятие шире второго по объёму, то оно беднее его по содержанию; если же первое понятие у́же второго по объему, то оно богаче его по содержанию. Например, понятие «физика» обладает ме́ньшим объёмом, чем понятие «наука». При этом содержание понятия «физика» больше (богаче), чем содержание понятия «наука», так как помимо своих собственных содержит все признаки понятия «наука».
Пример расширения объёма понятия с одновременным уменьшением содержания
МГУ → Государственный университет → Университет → ВУЗ → Учебное (образовательное) заведение → Учреждение образования → Учреждение → Организация → Субъект публичного права → Субъект права
Закон применим только при вхождении объёма одного понятия в объём другого, например: «животное» — «собака». Закон не работает для несовпадающих понятий, например: «книга» — «кукла».
Уменьшение объёма понятия с добавлением новых признаков (то есть, расширением содержания) наступает не всегда, а только когда признак свойственен части объёма исходного понятия.